# Tom et Jerry et la Chasse au trésor
Pour les articles homonymes, voir Tom et Jerry (homonymie).
Pour plus de détails, voir Fiche technique et Distribution.
Tom et Jerry et la Chasse au trésor (Tom and Jerry in Shiver Me Whiskers) est un film d'animation américain réalisé par Scott Jeralds et sorti en 2006. Il met en scène les Tom le chat et Jerry la souris. 

## Synopsis
Recueillis après que leur bateau a coulé, Tom et Jerry deviennent mousses pour des pirates à la recherche d'un trésor caché…

## Fiche technique
- Titre original : Tom and Jerry in Shiver Me Whiskers
- Titre français : Tom et Jerry et la Chasse au trésor
- Réalisation : Scott Jeralds
- Scénario : Christopher Painter
- Montage : Rob Desales
- Musique : Mark Watters
- Production : Bobbie Page, Scott Jeralds et Tom Minton
- Production exécutive : Joseph Barbera et Sander Schwartz
- Société de production : Warner Bros. Animation, Turner Entertainment
- Société de distribution : Warner Home Video
- Pays d’origine :  États-Unis
- Langue originale : Anglais
- Genre : Animation, comédie
- Durée : 74 minutes
- Date de sortie :
  - États-Unis : 22 août 2006

## Distribution

### Voix originales
- Mark Hamill : Le crâne
- Kathy Najimy : Betty le perroquet bleu
- Charles Nelson Reilly : Stan le perroquet rouge
- Kevin Michael Richardson : Ron le pirate rouge / Bob le pirate bleu / Chuck le perroquet violet
- Wallace Shawn : Paul le pirate violet / le narrateur
- Dan Castellaneta : Spike / Voix additionnelles

### Voix françaises
- Roger Carel : Stan le perroquet rouge
- Brigitte Virtudes : Betty le perroquet bleu
- Sylvain Caruso : Chuck le perroquet violet
- Gilles Morvan : Ron le pirate rouge / Bob le pirate bleu
- Bernard Metraux : Paul le pirate violet / le narrateur
- Christian Pelissier : Le crâne
- Michel Vigné : Spike, Tom & Jerry

## DVD
- Tom et Jerry : La Chasse au trésor (DVD-9 Keep Case) sorti le 27 juin 2007 édité par Warner Bros et distribué par Warner Home Vidéo France. Le ratio écran est en 1.33:1 plein écran 4:3. L'audio est en Français, Anglais, Tchèque et Russe 2.0 Dolby Digital avec présence de sous-titres Anglais, Grecs, Hébreux, Russes, Serbes et Tchèques. Featurette sur l'animation et le doublage. Il s'agit une édition Zone 2 Pal[1].